# Karpakpalli, Homnabad
Karpakpalli là một làng thuộc tehsil Homnabad, huyện Bidar, bang Karnataka, Ấn Độ.